# Öbolandet
Öbolandet – miejscowość (tätort) w Szwecji, w regionie administracyjnym (län) Södermanland, w gminie Trosa.
Według danych Szwedzkiego Urzędu Statystycznego liczba ludności wyniosła: 244 (31 grudnia 2015), 338 (31 grudnia 2018) i 379 (31 grudnia 2019).